# Lliga catalana de bàsquet masculina 1984-1985
Fou la 5a edició de la Lliga catalana de bàsquet. Fou novament guanyda pel Barça que tingué a Epi com a figura, sent nomenat millor jugador i màxim anotador absolut de la competició. Cal destacar també que la final es va disputar fora de Barcelona, i els problemes extraesportius al Grup B, primer amb la retirada del Pineda per motius econòmics, i el partit no disputat entre el Cacaolat i la Penya, on els locals suposadament avisaren a la Federació que no estava en condicions el pavelló i aquesta no ho va reconèixer, així que es van presentar àrbitres i visitants a Granollers i no l'equip local, cosa que els va costar l'eliminació als vallesans.

## Fase de grups

### Grup A
| Pos | Equip        | J | G | P | P.F. | P.C. | +/- | Classificació            |
| --- | ------------ | - | - | - | ---- | ---- | --- | ------------------------ |
| 1   | Barcelona    | 4 | 3 | 1 | 382  | 332  | +50 | Classificat per la final |
| 2   | Santa Coloma | 4 | 3 | 1 | 329  | 330  | -1  |                          |
| 3   | Español      | 4 | 0 | 4 | 322  | 371  | -49 |                          |

| Local \ Visitant | BAR     | SCO   | ESP    |
| FC Barcelona     |         | 93-79 | 101-68 |
| CB Santa Coloma  | 85-83   |       | 75-71  |
| RCD Español      | 100-105 | 83-90 |        |

### Grup B
| Pos | Equip      | J       | G       | P       | P.F.    | P.C.    | +/-     | Pts     | Classificació            |
| --- | ---------- | ------- | ------- | ------- | ------- | ------- | ------- | ------- | ------------------------ |
| 1   | Joventut   | 2       | 1       | 1       | 85      | 90      | -5      | 3       | Classificat per la final |
| 2   | Granollers | 2       | 1       | 1       | 90      | 85      | +5      | 2       |                          |
|     | Pineda     | retirat | retirat | retirat | retirat | retirat | retirat | retirat |                          |

- El Pineda es va retirar de la competició abans de començar.
- El Granollers no es va presentar al primer partit contra el Joventut, donant la victòria al Joventut i amb una sanció d'un punt en la classificació al Granollers.

| Local \ Visitant          | JOV      | GRA   | PIN |
| Club Joventut de Badalona |          | 85-90 |     |
| CB Granollers             | no pres. |       |     |
| UER Pineda de Mar         |          |       |     |

## Final
| 12 octubre 1984 12:00 | FC Barcelona                       | '102'–100 | Club Joventut de Badalona | Pavelló Municipal, Girona Assistència: 4.000 espectadors Àrbitres: Marcé, Amorós |
| 12 octubre 1984 12:00 | Resultat per meitats: 55–46, 47–54 |           |                           | Pavelló Municipal, Girona Assistència: 4.000 espectadors Àrbitres: Marcé, Amorós |
| 12 octubre 1984 12:00 | Pts: San Epifanio 39               |           | Pts: Jiménez 23           | Pavelló Municipal, Girona Assistència: 4.000 espectadors Àrbitres: Marcé, Amorós |

| Barcelona |  | Joventut |

| B            | 7         | Ignacio Solozábal         | 7   |
| A            | 15        | Juan Antonio San Epifanio | 39  |
| A            | 6         | Cándido Sibilio           | 26  |
| P            | 8         | Otis Howard               | 5   |
| P            | 14        | Michael Davis             | 12  |
| Suplents:    | Suplents: | Suplents:                 | P   |
| B            | 5         | Arturo Fernández          | 6   |
| A            | 9         | Pedro Ansa                | NVP |
| AP           | 10        | Julián Ortiz              | NVP |
| P            | 11        | Juan Domingo de la Cruz   | 7   |
| A            | 12        | Xavier Crespo             | NVP |
| Entrenador:  |           |                           |     |
| Antoni Serra |           |                           |     |

| Campió de la Lliga Catalana 1984 |
| -------------------------------- |
| FC Barcelona Cinquè títol        |

| B                   | 10        | José Antonio Montero | 8   |
| A                   | 8         | Jordi Villacampa     | 14  |
| A                   | 4         | Andrés Jiménez       | 23  |
| AP                  | 9         | Michael Schultz      | 21  |
| P                   | 6         | Gerald Kazanowski    | 12  |
| Suplents:           | Suplents: | Suplents:            | P   |
| B                   | 5         | Rafael Jofresa       | 4   |
| A                   | 7         | Josep Maria Margall  | 18  |
| A                   | 11        | Eric Bartolomé       | NVP |
| P                   | 12        | Antonio Soler        | NVP |
| E                   | 14        | Miguel Ángel Abarca  | NVP |
| Entrenador:         |           |                      |     |
| Aíto García Reneses |           |                      |     |